# Wasserskilift

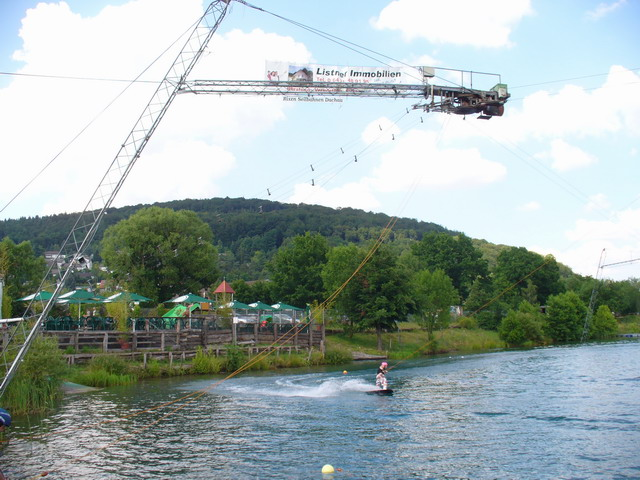
Wasserskianlage am Seepark Niederweimar

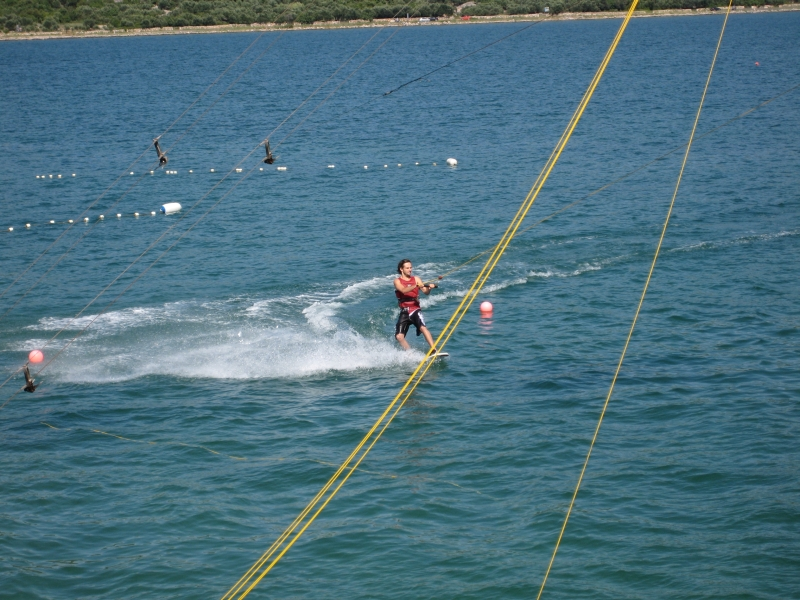
Wasserskilift – Wakeboarding auf der Insel Krk zwischen Städten Punat und Krk, Kroatien.

Als Wasserskilift oder Wasserskiseilbahn wird eine Anlage auf einem Gewässer bezeichnet, mit der Wasserski oder Wakeboard gefahren werden kann. Der Begriff leitet sich von dem des Skilifts ab und funktioniert technisch ähnlich. Anders als dieser hat ein Wasserskilift aber nicht einen Höhengewinn zum Ziel, sondern die gezogene Person mit der zum Wasserskilaufen erforderlichen Geschwindigkeit waagerecht über die Wasseroberfläche zu bewegen.

## Geschichte
Die Wasserskiseilbahn wurde Anfang der 1960er Jahre von Bruno Rixen erfunden und zur Marktreife entwickelt. Zu seinen Erfindungen zählen der Start im rechten Winkel zum Umlaufseil, wodurch der startende Läufer sanft beschleunigt wird, ohne dass die Geschwindigkeit des Umlaufseils verringert wird, sowie das doppelte Umlaufseil. Nur hierdurch können die Anforderungen des Wasserski-Sports erfüllt werden, wie hohe Geschwindigkeit und hohe Querkräfte beim Slalomlaufen. Die erste kommerziell betriebene Wasserskiseilbahn wurde 1966 im Mittelmeer vor Benidorm in Spanien errichtet, zu den ersten Anlagen gehört die 1965 eröffnete Anlage in Estavayer-le-Lac am Neuenburgersee. Heute gibt es weltweit etwa 363 Wasserski- und Wakeboardseilbahnen, darunter sind 112 Zwei-Mast-Systeme in 48 Ländern.

## Technik

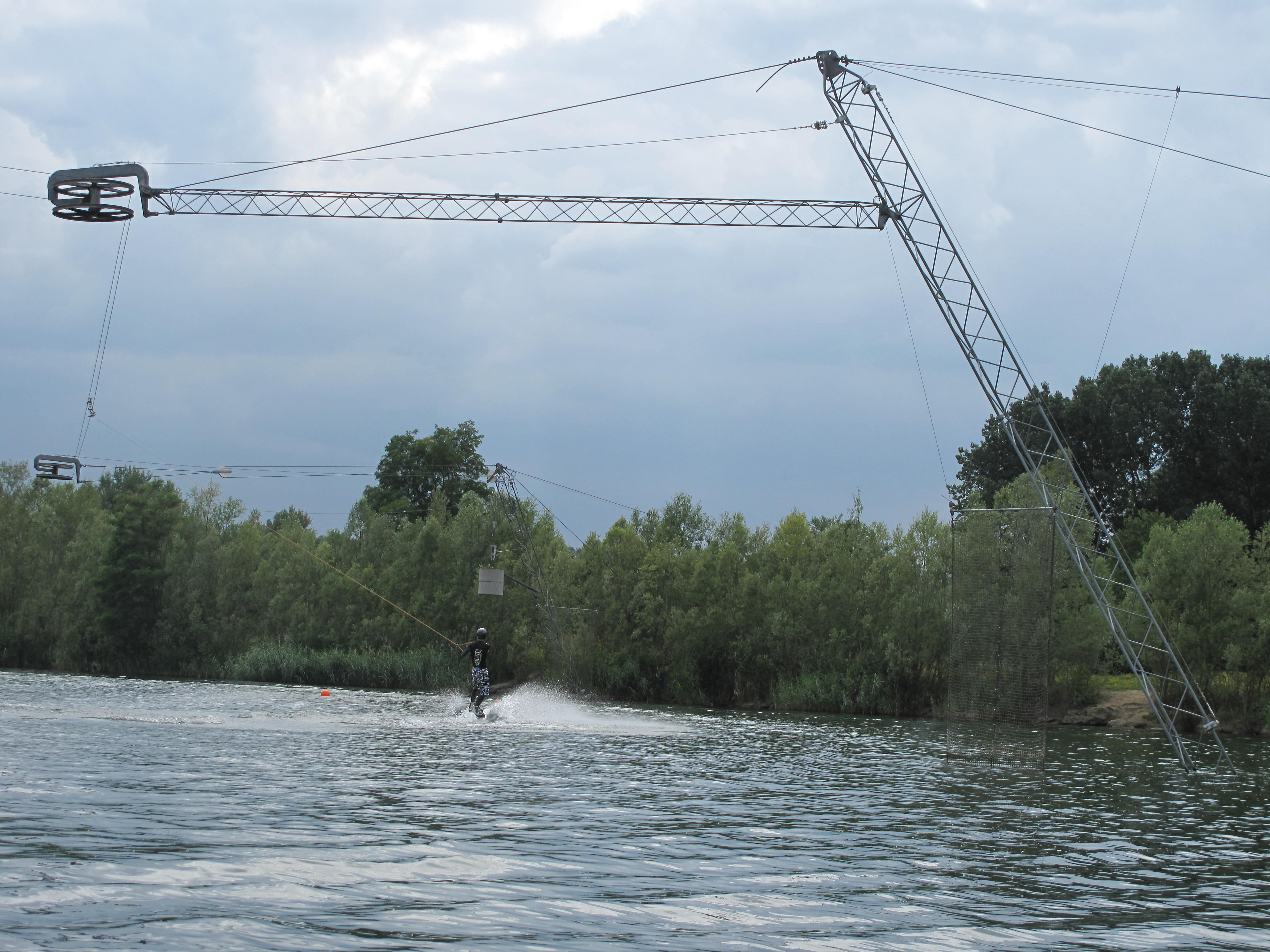
Stütze eines Wasserskiliftes, erkennbar die doppelten Seilscheiben

Ein Wasserskilift ist im Normalfall in Form eines geschlossenen Rundkurses aufgebaut. Ein Elektromotor treibt mittels Seilscheiben zwei endlose, parallel übereinander angeordnete, etwa 350 bis 1000 Meter lange Drahtseilschleifen an, die etwa acht bis neun Meter über der Wasseroberfläche horizontal in einem vier-, fünf- oder sechseckigen Kurs über das Gewässer führen. An den Eckpunkten sind Stützen angeordnet, die doppelte Seilscheiben zur Umlenkung der Förderseile tragen. Der Abstand der beiden Seilscheiben auf den Lagerachsen bestimmt auch den Abstand der Seile zueinander. Die Stützen sind zu den Ufern hin abgespannte, von außen in den Kurs hängende, geneigte Gitterrohrkonstruktionen mit Auslegern, um ausreichend Platz für die unter den Stützen durchfahrenden Wassersportler zu gewährleisten. Die der Startstelle am nächsten angeordnete Stütze trägt in der Regel den Antriebsmotor.
Die beiden parallelen Umlaufseilschleifen sind etwa alle 80 Meter fest mit einem an beide Seile angeklemmten Mitnehmer verbunden, an dem letztlich die Zugleinen eingehängt werden. An diesen Zugleinen, an deren Ende sich ein Haltegriff befindet, hält sich der Wassersportler fest. Die Wasserskifahrer starten im Stehen oder im Sitzen von einer Rampe und werden allmählich auf die Geschwindigkeit des Umlaufseils beschleunigt.
Die Geschwindigkeit des Umlaufseils einer derartigen Anlage kann stufenlos bis zu 61 km/h heraufgeregelt werden. Die Geschwindigkeit wird in Abhängigkeit zum jeweils gefahrenen Sportgerät eingestellt. Mit einem Wakeboard ist eine Geschwindigkeit oberhalb von 40 km/h kaum fahrbar, mit einem Monowasserski sind hingegen auch 58 km/h möglich. Dabei können die Läufer durch Slalomfahrten Geschwindigkeiten von über 120 km/h erreichen.

## Kritik
Der Betrieb von Wasserskiliften ist nicht immer unumstritten. Örtliche Anglervereine befürchten, dass durch derartige Anlagen zu viel Bewegung ins Wasser kommt und Fische verschreckt werden. Es gibt jedoch Untersuchungen, die eine Steigerung der Wasserqualität durch einen erhöhten Sauerstoffgehalt belegen.